# Hans Ramel (1867–1957)
Hans Otto Carl Ramel, född 19 augusti 1867 i Öveds församling, Malmöhus län, död där 23 januari 1957, var en svensk friherre, godsägare, hovjägmästare, överhovstallmästare och riksdagsman. Han var far till Otto och Bror Ramel samt svärfar till Nils Wesström.
Ramel var som riksdagsman ledamot av riksdagens första kammare 1917–1918. Han var kommunalordförande 1899–1933, landstingsman 1902–1926 och ordförande i Skånska hypoteksföreningen. Han invaldes som ledamot av Lantbruksakademien 1924. Han omnämns i sången Skånska slott och herresäten.
Ramel blev hovjägmästare 1902, förste hovjägmästare 1921 och överhovstallmästare 1932. Han är begravd på Öveds kyrkogård.

## Utmärkelser
- Konung Oscar II:s och Drottning Sofias guldbröllopsminnestecken, 1907.[7]
- Konung Gustaf V:s jubileumsminnestecken med anledning av 90-årsdagen, 1948.[11]
- Konung Gustaf V:s jubileumsminnestecken med anledning av 70-årsdagen, 1928.[12]
- Innehavare av Konung Gustav V:s minnestecken, 1951.[11]
- Kommendör med stora korset av Nordstjärneorden, 16 juni 1933.[13]
- Riddare av Nordstjärneorden, 1917.[14]
- Kommendör med stora korset av Vasaorden, 21 juni 1937.[15]
- Kommendör av första klassen av Vasaorden, 6 juni 1927.[16]
- Kommendör av andra klassen av Vasaorden, 19 juni 1923.[17]
- Riddare av första klassen av Vasaorden, 1909.[18]
- Kommendör av andra graden av Danska Dannebrogorden, tidigast 1918 och senast 1921.[19][20]
- Illis quorum, åtte storleken, 1937[21]